# إيونوموس
إيونوموس (باليونانية: Εὔνομος) هو الملك الخامس لأسبرطة من سلالة يوريبونتيد خلفه تشاريلوس ابن بوليديستيس.

## وصلات خارجية
- مولر، كارل أوتفريد تاريخ وآثار السلالة الدوريون. (باللغة الإنجليزية)